# Джейн Сеймур
Джейн Се́ймур (англ. Jane Seymour; 1508 — 24 жовтня 1537) — королева Англії, третя (після Анни Болейн) дружина короля Англії Генріха VIII, мати Едварда VI.

## Ранні роки
Джейн, донька сера Джона Сеймура та Маргарет Вентворт, найімовірніше народилася у Вулфхоллі, графство Вілтшир, хоча також припускають, що у садибі Вест-Бауер у Сомерсеті. Дата її народження не записана, різні облікові записи використовують період десь від 1504 до 1509 рр., але загальноприйнятною вважається приблизно 1508 рік. Через свого діда по материнській лінії вона була нащадкою сина короля Едуарда III Ліонеля Антверпенського, 1-го герцога Кларенса. Через це вона та король Генріх VIII були п'ятими за ступенем двоюрідними братом та сестрою. Також її прабабусею була Елізабет Чейні, прабабуся Анни Болейн та Катерини Говард (другої та п'ятої дружини Генріха).
Джейн не була такою високоосвіченою, як перша і друга дружини короля Катерина Арагонська та Анна Болейн. Вона трохи вміла читати і писати, але набагато краще зналася на рукоділлі та ведені домашнього господарства, які вважалися набагато більш необхідними для жінок. Повідомляється, що її рукоділля було красивим і складним, деякі з її робіт збереглися аж до 1652 року, коли було зафіксовано, що вони були передані сім'ї Сеймур. Після її смерті зазначалося, що Генріх був «захопленим вишивальником».
У 1532 році Джейн стала фрейліною королеви Катерини, але, можливо, служила їй ще з 1527 року і продовжила служити королеві Анні разом з своєю сестрою Єлизаветою. Перше згадано про інтерес Генріха до Джейн було в лютому 1536 року, приблизно за три місяці до страти Анни.
Джейн високо хвалили за її ніжний, миролюбний характер, Джон Рассел називав її «найніжніша леді, яку я знав», а імперський посол Юстас Чапюїс (який називав її Джейн Семел у своїх листах) називав її «тихим океаном» за її миротворчі зусилля при дворі. За словами Шапюї, вона була середнього зросту і дуже блідою, він також сказав, що вона не дуже вродлива, але Рассел сказав, що вона була «найпрекраснішою з усіх дружин короля». Полідор Вергілій сказав, що вона була «жінкою надзвичайної чарівності як за характером, так і за зовнішністю». Її вважали лагідною, ніжною, простою та цнотливою, а завдяки великій сім’ї вона вважала себе готовою мати багато дітей.

## Одруження та народження спадкоємця

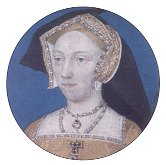
Лутс Горенбут, мініатюра Джейн Сеймур

Генріх VIII був заручений з Джейн 20 травня 1536 року, наступного дня після страти Анни Болейн. Вони одружилися в Палаці Вайтголл, Вайтголл, Лондон, у комірчині королеви єпископом Ґардінером 30 травня 1536 р. Як весільний подарунок він надав їй 104 маєтки в чотирьох графствах, а також кілька лісів і мисливських угідь для її спільного життя та доходу, щоб утримувати її протягом шлюбу. 
Джейн Сеймур була публічно проголошена королевою 4 червня 1536 року.  Її широко розрекламована симпатія до покійної королеви Катерини та її доньки Марії показала її співчуття та зробила її популярною фігурою серед простих людей і більшості придворних. Її так і не коронували через чуму в Лондоні, де мала відбутися коронація. Можливо, Генріх не хотів коронувати її, поки вона не виконала свій обов'язок як королеви-консортки, народивши від нього спадкоємця чоловічої статі.

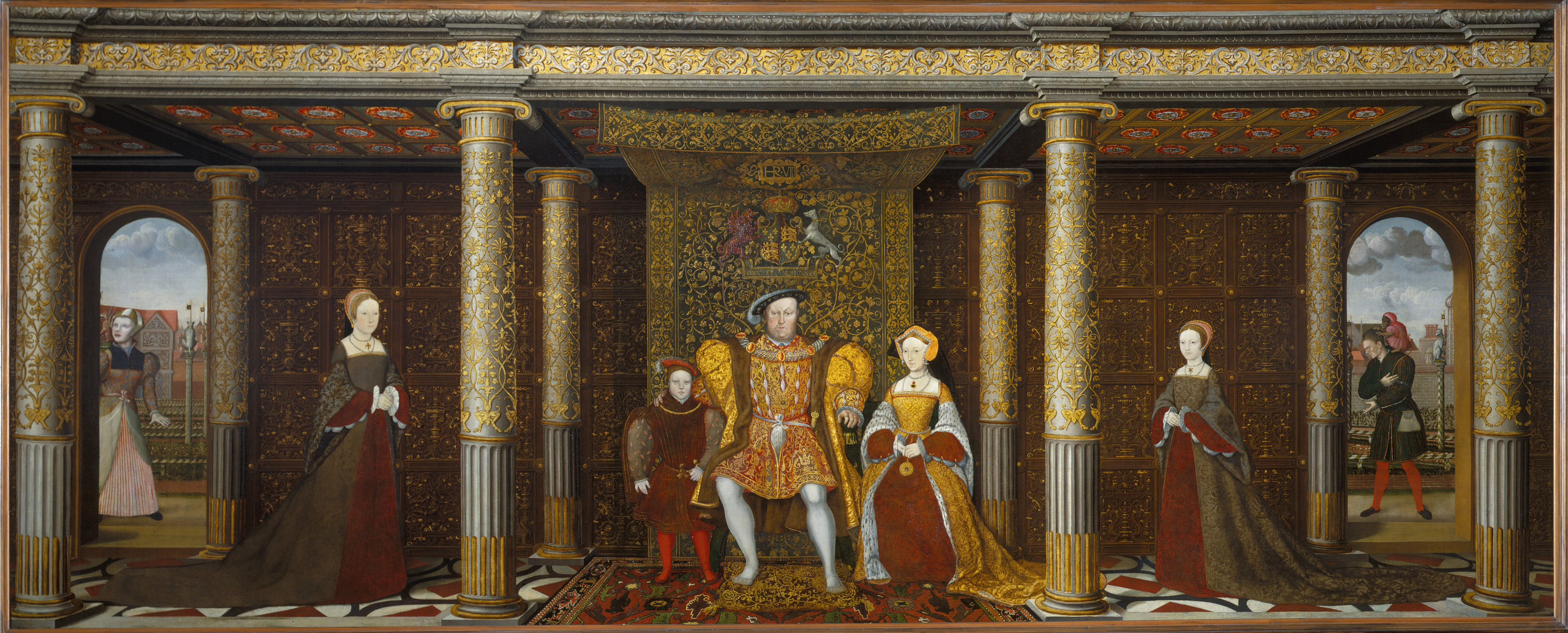
Сім'я Генріха VIII

Одне несучасне джерело припускає, що Сеймур могла завагітніти і перенести викидень до Різдва 1536 року. У січні 1537 року вона знову завагітніла. Під час вагітності у неї виникла тяга до перепелів, яких Генрі замовляв для неї з Кале та Фландрії. Протягом літа вона не брала участі у публічних заходах і вела відносно спокійний спосіб життя, за нею наглядали королівські лікарі та найкращі акушерки в королівстві. Вона переїхала у спеціальне приміщення для пологів у вересні 1537 року і о другій годині ночі 12 жовтня 1537 року в палаці Гемптон-Корт Джейн народила бажаного спадкоємця чоловічої статі, майбутнього короля Едуарда VI. Едуарда охрестили 15 жовтня 1537 року, як це було прийнято, без присутності матері. Він був єдиним законним сином Генріха VIII, який пережив дитинство. Обидві його дочки, Марія та Єлизавета, були присутні та несли шлейф Едуарда під час церемонії.

## Смерть і похорон

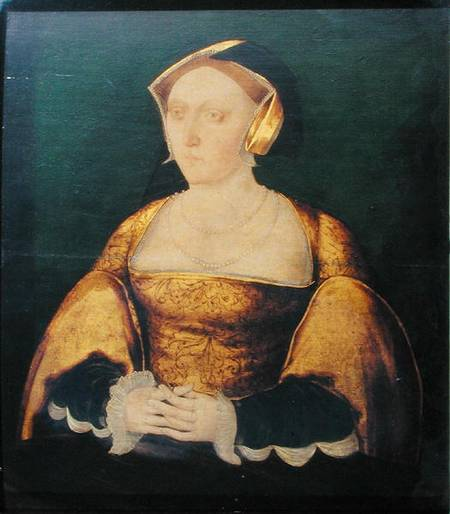
Портрет Джейн, який, як вважають, був намальований під час її короткого правління як королеви та приписується «Майстерні тіней»

Пологи були важкими, тривали два дні і три ночі, ймовірно, тому, що плід не був правильно розташований. Після хрестин з'ясувалося, що Сеймур серйозно хвора. 
Джейн Сеймур померла 24 жовтня 1537 року в палаці Гемптон-Корт. За кілька тижнів з'явилися суперечливі твердження про причини її смерті. За словами біографки короля Едуарда Дженніфер Лоуч, її смерть могла бути спричинена інфекцією від затримки плаценти. За словами Елісон Вейр, вона могла померти від післяпологової гарячки внаслідок бактеріальної інфекції, занесеної під час пологів. Після медичної консультації Вейр також припустила, що причиною її смерті стала тромбоемболія легеневої артерії.
Джейн Сеймур була похована 12 листопада 1537 року в каплиці Св. Георгія у Віндзорському замку після похорону, на якому її падчерка Марія була головною плакальницею. Процесія з 29 скорботних йшла за Марією, по одному на кожен рік життя Сеймур. Вона була єдиною з дружин Генріха, яку поховали як королеву. 
Після її смерті Генріх VIII наступні три місяці носив чорне. Через два роки він одружився з Анною Клевською, хоча переговори про шлюб почалися невдовзі після смерті Сеймур. Під час свого вдівства він набрав вагу, став страждати від ожиріння і набряків, у нього розвинулися діабет і подагра. Історики припустили, що Джейн Сеймур була його улюбленою дружиною, оскільки вона народила спадкоємця чоловічої статі. Коли він помер у 1547 році, його поховали поруч із нею, на його прохання, у могилі, яку він зробив для неї.

## Титули
- Її Величність Королева Англії (1536-1537)Герб Джейн

Герб Джейн

## Діти
1. Едуард VI (12 жовтня 1537 — 6 липня 1553) - король Англії (1547-1553). Помер у віці п'ятнадцяти років від туберкульозу.

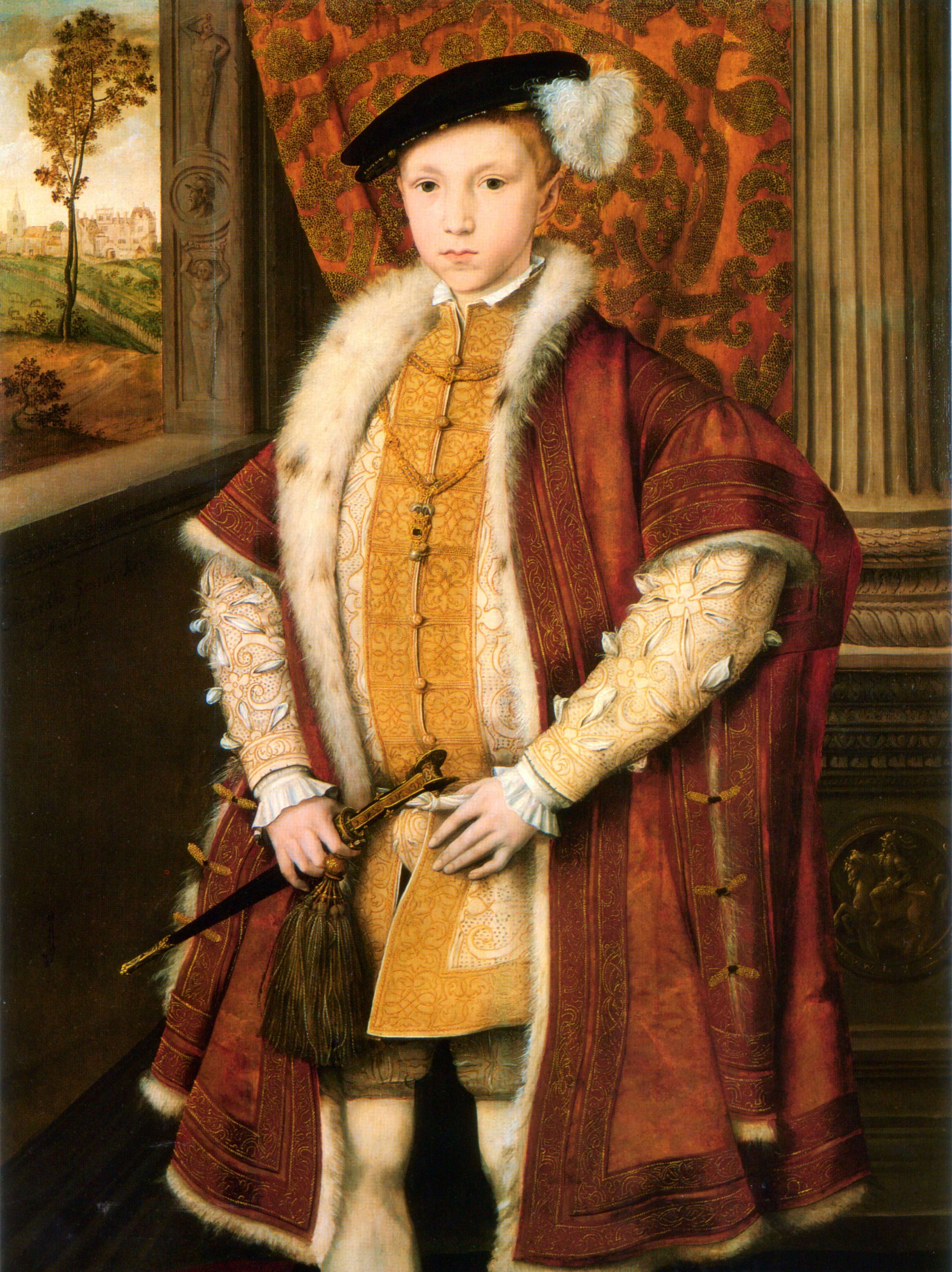
Едуард VI, король Англії (1547-1553)

## Спадщина

Знак «Фенікс і замок», який використовувала Джейн Сеймур

Джейн Сеймур народила сина, якого король так відчайдушно бажав; допомогла повернути Марії спадкоємство та прихильність її батька, а також використала свій вплив, щоб сприяти розвитку своєї родини. Двоє її братів, Томас і Едуард, використовували її пам'ять, щоб поліпшити власні статки. Ходили чутки, що Томас переслідував майбутню Єлизавету I, але натомість одружився зі вдовою-королевою Катериною Парр. Під час правління молодого короля Едуарда VI Едуард став лордом-протектором і фактичним правителем королівства. Обидва врешті втратили владу і були страчені.

## У культурі

### У музиці
- Відома балада англійських рокерів The Rolling Stones «Lady Jane» оповідає про Джейн Сеймур і базується на листах короля Генріха VIII. У пісні також згадується Анна Болейн (англ. lady Anne) і її сестра Мері (англ. Mary). Кожній з трьох героїнь присвячений свій куплет.
- «Jane Seymour» — одна з композицій з альбому 1973 року британського музиканта Ріка Вейкмана «Шість дружин Генріха VIII» (англ. «The Six Wives of Henry VIII»).

### У кіно
Роді Джейн Сеймур виконували:
- Од Едег Ніссен у фільмі «Анна Болейн» (1920)
- Венді Баррі у фільмі «Приватне життя Генріха VIII» (1933)
- Леслі Патерсон у фільмі «Анна на тисячу днів» (1969)
- Джейн Ешер у фільмі «Генріх VIII та його шість дружин» (1972)
- Емілія Фокс у серіалі «Генріх VIII» (2003)
- Аніта Брієм (у другому сезоні) і Аннабелль Волліс (у третьому сезоні) у серіалі «Тюдори» (2007-2009)
- Коріні Гелловей у фільмі «Ще одна з роду Болейн» (2008)

## Фамільне Дерево
| Едмунд Тюдор, 1й Граф Річмонд | Едмунд Тюдор, 1й Граф Річмонд | Едмунд Тюдор, 1й Граф Річмонд | Едмунд Тюдор, 1й Граф Річмонд | Едмунд Тюдор, 1й Граф Річмонд | Едмунд Тюдор, 1й Граф Річмонд |            |            | Леді Марґарет Б'юфорд | Леді Марґарет Б'юфорд | Леді Марґарет Б'юфорд | Леді Марґарет Б'юфорд | Леді Марґарет Б'юфорд | Леді Марґарет Б'юфорд |             |             | Едвард IV   | Едвард IV   | Едвард IV | Едвард IV | Едвард IV          | Едвард IV          |                    |                    | Єлизавета Вудвіль  | Єлизавета Вудвіль  | Єлизавета Вудвіль | Єлизавета Вудвіль | Єлизавета Вудвіль | Єлизавета Вудвіль |  |  | Джон Сеймур | Джон Сеймур | Джон Сеймур | Джон Сеймур | Джон Сеймур | Джон Сеймур |             |             | Єлизавета Даррелл | Єлизавета Даррелл | Єлизавета Даррелл | Єлизавета Даррелл | Єлизавета Даррелл | Єлизавета Даррелл |              |              | Генрі Вентворт | Генрі Вентворт | Генрі Вентворт | Генрі Вентворт | Генрі Вентворт    | Генрі Вентворт    |                   |                   | Анна Сей          | Анна Сей          | Анна Сей | Анна Сей | Анна Сей | Анна Сей |  |  |
| Едмунд Тюдор, 1й Граф Річмонд | Едмунд Тюдор, 1й Граф Річмонд | Едмунд Тюдор, 1й Граф Річмонд | Едмунд Тюдор, 1й Граф Річмонд | Едмунд Тюдор, 1й Граф Річмонд | Едмунд Тюдор, 1й Граф Річмонд |            |            | Леді Марґарет Б'юфорд | Леді Марґарет Б'юфорд | Леді Марґарет Б'юфорд | Леді Марґарет Б'юфорд | Леді Марґарет Б'юфорд | Леді Марґарет Б'юфорд |             |             | Едвард IV   | Едвард IV   | Едвард IV | Едвард IV | Едвард IV          | Едвард IV          |                    |                    | Єлизавета Вудвіль  | Єлизавета Вудвіль  | Єлизавета Вудвіль | Єлизавета Вудвіль | Єлизавета Вудвіль | Єлизавета Вудвіль |  |  | Джон Сеймур | Джон Сеймур | Джон Сеймур | Джон Сеймур | Джон Сеймур | Джон Сеймур |             |             | Єлизавета Даррелл | Єлизавета Даррелл | Єлизавета Даррелл | Єлизавета Даррелл | Єлизавета Даррелл | Єлизавета Даррелл |              |              | Генрі Вентворт | Генрі Вентворт | Генрі Вентворт | Генрі Вентворт | Генрі Вентворт    | Генрі Вентворт    |                   |                   | Анна Сей          | Анна Сей          | Анна Сей | Анна Сей | Анна Сей | Анна Сей |  |  |
|                               |                               |                               |                               |                               |                               |            |            |                       |                       |                       |                       |                       |                       |             |             |             |             |           |           |                    |                    |                    |                    |                    |                    |                   |                   |                   |                   |  |  |             |             |             |             |             |             |             |             |                   |                   |                   |                   |                   |                   |              |              |                |                |                |                |                   |                   |                   |                   |                   |                   |          |          |          |          |  |  |
|                               |                               |                               |                               | Генріх VII                    | Генріх VII                    | Генріх VII | Генріх VII | Генріх VII            | Генріх VII            |                       |                       |                       |                       |             |             |             |             |           |           | Єлизавета Йоркська | Єлизавета Йоркська | Єлизавета Йоркська | Єлизавета Йоркська | Єлизавета Йоркська | Єлизавета Йоркська |                   |                   |                   |                   |  |  |             |             |             |             | Джон Сеймур | Джон Сеймур | Джон Сеймур | Джон Сеймур | Джон Сеймур       | Джон Сеймур       |                   |                   |                   |                   |              |              |                |                |                |                | Марджері Вентворт | Марджері Вентворт | Марджері Вентворт | Марджері Вентворт | Марджері Вентворт | Марджері Вентворт |          |          |          |          |  |  |
|                               |                               |                               |                               | Генріх VII                    | Генріх VII                    | Генріх VII | Генріх VII | Генріх VII            | Генріх VII            |                       |                       |                       |                       |             |             |             |             |           |           | Єлизавета Йоркська | Єлизавета Йоркська | Єлизавета Йоркська | Єлизавета Йоркська | Єлизавета Йоркська | Єлизавета Йоркська |                   |                   |                   |                   |  |  |             |             |             |             | Джон Сеймур | Джон Сеймур | Джон Сеймур | Джон Сеймур | Джон Сеймур       | Джон Сеймур       |                   |                   |                   |                   |              |              |                |                |                |                | Марджері Вентворт | Марджері Вентворт | Марджері Вентворт | Марджері Вентворт | Марджері Вентворт | Марджері Вентворт |          |          |          |          |  |  |
|                               |                               |                               |                               |                               |                               |            |            |                       |                       |                       |                       |                       |                       |             |             |             |             |           |           |                    |                    |                    |                    |                    |                    |                   |                   |                   |                   |  |  |             |             |             |             |             |             |             |             |                   |                   |                   |                   |                   |                   |              |              |                |                |                |                |                   |                   |                   |                   |                   |                   |          |          |          |          |  |  |
|                               |                               |                               |                               |                               |                               |            |            |                       |                       |                       |                       | Генріх VIII           | Генріх VIII           | Генріх VIII | Генріх VIII | Генріх VIII | Генріх VIII |           |           |                    |                    |                    |                    |                    |                    |                   |                   |                   |                   |  |  |             |             |             |             |             |             |             |             |                   |                   |                   |                   | Джейн Сеймур      | Джейн Сеймур      | Джейн Сеймур | Джейн Сеймур | Джейн Сеймур   | Джейн Сеймур   |                |                |                   |                   |                   |                   |                   |                   |          |          |          |          |  |  |
|                               |                               |                               |                               |                               |                               |            |            |                       |                       |                       |                       | Генріх VIII           | Генріх VIII           | Генріх VIII | Генріх VIII | Генріх VIII | Генріх VIII |           |           |                    |                    |                    |                    |                    |                    |                   |                   |                   |                   |  |  |             |             |             |             |             |             |             |             |                   |                   |                   |                   | Джейн Сеймур      | Джейн Сеймур      | Джейн Сеймур | Джейн Сеймур | Джейн Сеймур   | Джейн Сеймур   |                |                |                   |                   |                   |                   |                   |                   |          |          |          |          |  |  |
|                               |                               |                               |                               |                               |                               |            |            |                       |                       |                       |                       |                       |                       |             |             |             |             |           |           |                    |                    |                    |                    |                    |                    |                   |                   |                   |                   |  |  |             |             |             |             |             |             |             |             |                   |                   |                   |                   |                   |                   |              |              |                |                |                |                |                   |                   |                   |                   |                   |                   |          |          |          |          |  |  |
|                               |                               |                               |                               |                               |                               |            |            |                       |                       |                       |                       |                       |                       |             |             |             |             |           |           |                    |                    |                    |                    |                    |                    |                   |                   | Едуард VI         |                   |  |  |             |             |             |             |             |             |             |             |                   |                   |                   |                   |                   |                   |              |              |                |                |                |                |                   |                   |                   |                   |                   |                   |          |          |          |          |  |  |